# チッタゴン管区
チッタゴン管区(チッタゴンかんく、ベンガル語：চট্টগ্রাম বিভাগ)は、バングラデシュ南東部の管区。
2016年3月15日の人口は3198万人で、全国の19.2%を占め、8管区中最大。
面積は3万3771km²で、全国の22.9%を占め、8管区中最大。
人口密度は947人/km²。

## 人口
- 1991年3月13日：2052万2908人
- 2001年1月22日：2429万384人
- 2011年3月15日：2842万3019人
- 2016年3月15日：3198万人

## 隣接管区
- 北：シレット管区
- 北東：トリプラ州
- 東：ミゾラム州
- 南東：チン州、ラカイン州
- 南：ベンガル湾
- 南西：バリサル管区
- 西～北西：ダッカ管区

## 行政区画
1. バンドルバン県（英語版）
2. ブラモンバリア県（英語版）
3. チャンドプール県（英語版）
4. チッタゴン県（英語版）
5. コミラ県（英語版）
6. コックスバザール県（英語版）
7. フェニー県（英語版）
8. カグラチュリ県（英語版）
9. ラクシュミプール県（英語版）
10. ノアカリ県（英語版）
11. ランガマティ県（英語版）

## 主要都市
人口は2011年3月15日の値。
人口10万人以上の都市を示す。
- チッタゴン：366万9170人(中心都市)
- クミッラ：40万7901人
- コックスバザール：22万3522人
- ブラフマンバリア（英語版）：19万3811人
- チャンドプル（英語版）：17万1065人
- フェニ：15万6971人
- チャウモホニ：13万2948人
- ノアーカーリ：13万842人

## インフラ
カルナフリ川の流れの速さから電力ダムが建造されており、国内のほとんどすべての電力を賄う重要なインフラストラクチャーである。しかしながら、高度差が少ないことから多くの発電所を建設することが出来ず、国民全体に行き渡るまでに至っていない。

## 歴史
ミャンマーとの国境には国内でもっとも標高の高いチッタゴン丘陵地帯がある。チッタゴン丘陵地帯は少数民族居住地で、バングラデシュ政府が同化政策を進めたことにより、情勢は緊張状態にある。管区内にはカルナフリ川が流れており、上流に国内唯一の水力発電所（230MW）、カプタイ・ダム建設により、10万人近い住民に立ち退きを強制し、うち2万人がミャンマーへ、4万人がインドへそれぞれ難民として移住している。

## 経済
チッタゴン管区において重要とされる資源には、農産物、娯楽施設、労働力などが挙げられる。
チッタゴン管区の農作物には、米、キンマの葉、ジャガイモ、綿、茶、ピーナツ、マスタード、ショウガ、マメ、などの野菜が挙げられる。また果物も盛んに作られており、これら農作物は管区全体の収入量の57%を占める。
チッタゴン管区内で最も重要な都市がチッタゴンである。チッタゴンには国内最大の海港があり、国際的な取引でにぎわっている。ここからはバングラデシュの主要産物である繊維製品（コウマ・シマツナソ）や、海産物などが欧米などに輸出されている。また労働人口が多いため工業都市にもなっている。